# عدد نصف أولي
في الرياضيات، عدد نصف أولي هو عد طبيعي مساو لجداء عددين أوليين (ليس بالضرورة مختلفين، أي قد يكونا متساويين).

## خصائص
عدد نصف أولي هو مربع عدد أولي أو هو عدد خال من المربعات.